# FC 안양 2015 시즌

## 시즌 프리뷰
2014년 임금 체불논란에 휘말린 FC 안양에게 필요한건 선수단 재 구성이였다. 잔류선수가 11명에 불과 했고 무려 23명에 선수가 팀을 떠나야 했다. 물론 약간에 출혈도 있었다. NO.1 골키퍼였던 이진형이 안산으로 군입대 한 데 이어 주장으로 팀을 성공적으로 이끈 박성진이 현역입대 하였다. 부주장 김원민이 포천 시민축구단에서. 역시 박민. 정대선이 공익근무를 위해 화성 FC에 입단했다. 7골로 공격의 핵심 역할을 한 김재웅이 인천으로 임대복귀 하였다.
이으뜸 역시 K리그 클래식으로 승격한 광주에 둥지를 틀었다. 주축선수들의 공백을 메꾸기 위해 FC 안양에 영입속도도 빨라질수 밖에 없어서 대전에서 계약해지로 풀린 이동현을 시작으로 충주의 센터백 듀오 박태수. 유종현. 경남에 저돌적인 공격수 안성빈이 FA로 팀에 합류했다. 임대영입으로 김선민. 이효균을 각각 울산과 인천에서 데려 왔다. 광주 창단멤버였던 안동혁 역시 천안시청 축구단에서 자유계약으로 데려와 구색을 맞추고 있는 상태이다. 이진형이 빠진 골문은 대전에서 이적한 김선규가 대신 하게 되었다.
이번 시즌 앞두고 공표했던 28명에서 현재 2명 모자른 26명으로 구성되었다. 비록 주축 선수들이 많이 빠져 있는 상태이나 K리그 클래식을 경험한 선수들이 대거 영입되어 전력누수를 메꾸고 있다.
전지 훈련은 1월 31일까지 제주도에서 진행하였고. 2월 5일부터 2월 14일까지 중국 청도에서 전지 훈련을 진행하게 되었는데 이는 FC 안양 역사상 최초의 해외 전지 훈련이였다.

## 경기 기록

### K리그 챌린지
| 1 2015년 3월 21일 | FC 안양                              | 3 : 0 | 수원 FC | 안양종합운동장               |  |  |
| 14:00             | 이효균 24′ · 안성빈 28′ · 주현재 39′ |       |         | 관중 수: 10,147 심판: 김영수 |  |  |
|                   |                                      |       |         |                              |  |  |

| 2 2015년 3월 29일 | FC 안양    | 1: 1 | 서울 이랜드 | 잠실종합운동장              |  |  |
| 12:00             | 김선민 49′ |      |             | 관중 수: 4,342 심판: 매호영 |  |  |
|                   |            |      |             |                             |  |  |

## 현재 선수 명단
2015년 4월 5일 기준

참고: FIFA 자격 규정에 따라 소속된 국가대표팀 국기를 표시합니다. 선수는 복수의 FIFA 비회원국 국적을 가지고 있을 수 있습니다.
| 번호 | 포지션 | 국적 | 이름                                |
| ---- | ------ | ---- | ----------------------------------- |
| 2    | DF     |      | 세스 모지스 (오렌지카운티에서 임대) |
| 3    | DF     |      | 가솔현                              |
| 4    | DF     |      | 김남탁                              |
| 5    | MF     |      | 안동혁                              |
| 6    | DF     |      | 김종성                              |
| 7    | MF     |      | 조성준                              |
| 8    | MF     |      | 최진수                              |
| 9    | FW     |      | 이동현                              |
| 10   | FW     |      | 김효기 (울산에서 임대)              |
| 11   | FW     |      | 안성빈                              |
| 13   | FW     |      | 김대한                              |
| 14   | FW     |      | 박승렬                              |
| 15   | DF     |      | 박태수                              |
| 16   | MF     |      | 주현재                              |
| 17   | MF     |      | 김선민 (울산에서 임대)              |

| 번호 | 포지션 | 국적 | 이름                              |
| ---- | ------ | ---- | --------------------------------- |
| 18   | MF     |      | 최동혁                            |
| 20   | MF     |      | 정다슬                            |
| 21   | GK     |      | 최필수                            |
| 22   | DF     |      | 김태봉                            |
| 23   | MF     |      | 이태영                            |
| 24   | DF     |      | 김기태                            |
| 25   | GK     |      | 남지훈                            |
| 28   | FW     |      | 이효균 (인천에서 임대)            |
| 29   | DF     |      | 오스틴 베리 (필라델피아에서 임대) |
| 30   | DF     |      | 백동규                            |
| 31   | GK     |      | 김선규                            |
| 33   | MF     |      | 이하늘                            |
| 35   | DF     |      | 유종현                            |
| 42   | MF     |      | 정재용                            |
| 90   | DF     |      | 구대영                            |

### 코칭 스태프
- 감독: 이우형
- 수석코치: 이영민
- 골키퍼 코치: 최익형
- 코치: 유병훈
- 의무팀장: 고영재
- 재활트레이너: 서준석